# Dureza Vickers

Punta de durómetro para ensayo Vickers

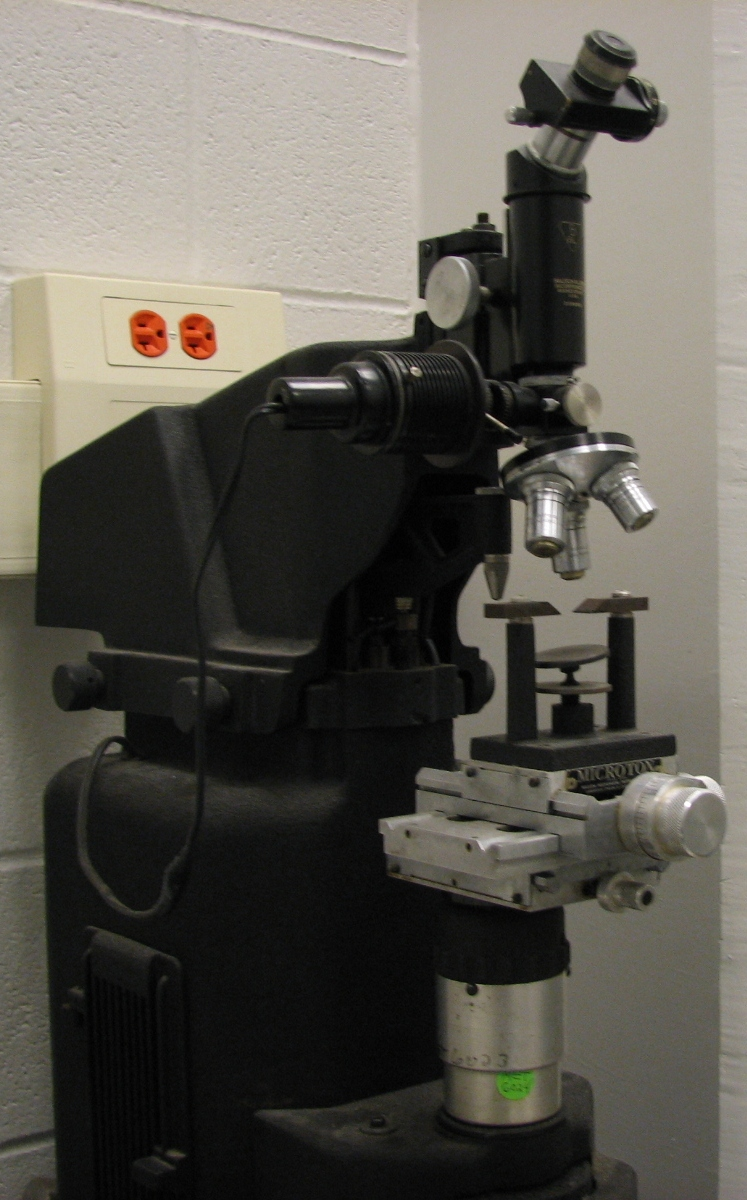
Una máquina de pruebas Vickers

Esquema de una prueba Vickers

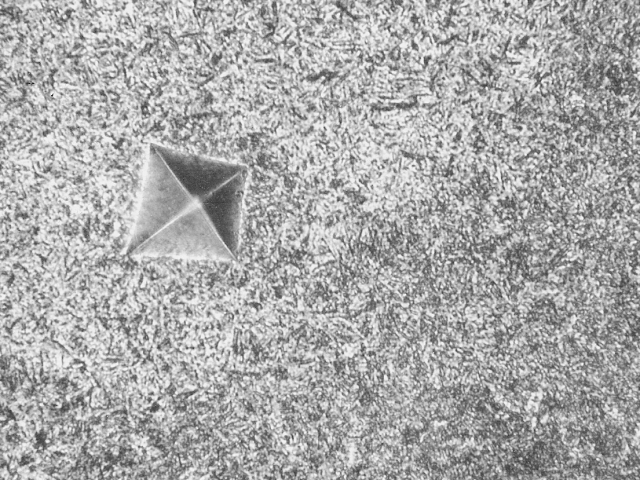
Marca en un acero endurecido por cementación tras la prueba de dureza Vickers

El ensayo de dureza Vickers, llamado el ensayo universal, es un método para medir la dureza de los materiales, es decir, la resistencia de un material al ser penetrado. Sus cargas van de 5 a 125 kilopondios (de cinco en cinco). Su penetrador es una pirámide de diamante con un ángulo base de 136°.
Se emplea para láminas delgadas hasta 0,15 mm, y no se lee directamente en la máquina. Para determinar el número de dureza se aplica la siguiente fórmula: 
| Símbolo            | Nombre                                                       |
| ------------------ | ------------------------------------------------------------ |
| {\displaystyle HV} | Dureza Vickers                                               |
| {\displaystyle d}  | Diagonal de la huella (o la media de las diagonales medidas) |
| {\displaystyle F}  | Fuerza aplicada sobre la pirámide penetradora (o identador)  |

Este ensayo constituye una mejora al ensayo de dureza Brinell. Se presiona el indentador contra una probeta, bajo cargas más ligeras que las utilizadas en el ensayo Brinell. Se miden las diagonales de la impresión cuadrada y se halla el promedio para aplicar la fórmula antes mencionada.
Este tipo de ensayo es recomendado para durezas superiores a 500 HB (en caso de ser inferior, se suele usar el ensayo de dureza Brinell).
Este ensayo, además, puede usarse en superficies no planas.
Sirve para medir todo tipo de dureza, y espesores pequeños. 
| Material                    | Valor     |
| --------------------------- | --------- |
| 316L Acero inoxidable (USA) | 140HV30   |
| 347L Acero inoxidable (USA) | 180HV30   |
| Acero al carbono            | 55-120HV5 |
| Hierro                      | 30-80HV5  |

## Equivalencias de dureza y resistencia
Para aceros no aleados y fundiciones, existe una relación aproximada y directa entre la dureza Vickers y el límite elástico, siendo el límite elástico aproximadamente 3,3 veces la dureza Vickers.
Rp0,2=3,3*HV
A su vez, entre las diferentes medidas de dureza están relacionadas, habiendo tablas disponibles.